# Santa Galla (titolo cardinalizio)
Santa Galla (in latino: Titulus Sanctæ Gallæ) è un titolo cardinalizio istituito da papa Francesco il 14 febbraio 2015. Il titolo insiste sulla chiesa di Santa Galla.
Dal 14 febbraio 2015 il titolare è il cardinale Daniel Fernando Sturla Berhouet, arcivescovo metropolita di Montevideo.

## Titolari
- Daniel Fernando Sturla Berhouet, S.D.B., dal 14 febbraio 2015.